# هربرت بريسلن
هربرت بريسلن (بالإنجليزية: Herbert Breslin)‏ هو صحفي الرأي أمريكي، ولد في 1 أكتوبر 1924 في نيويورك في الولايات المتحدة، وتوفي في 17 مايو 2012 في نيس في فرنسا بسبب نوبة قلبية.